# Godecz (gmina)
Godecz (bułg. Община Годеч) – gmina w zachodniej Bułgarii, w obwodzie sofijskim.

## Miejscowości
Lista miejscowości gminy Godecz:
- Brakjowci (bułg.: Бракьовци),
- Bukorowci (bułg.: Букоровци),
- Byrlja (bułg.: Бърля),
- Ginci (bułg.: Гинци),
- Godecz (bułg.: Годеч) – siedziba gminy,
- Golesz (bułg.: Голеш),
- Gubesz (bułg.: Губеш),
- Kalenowci (bułg.: Каленовци),
- Komsztica (bułg.: Комщица),
- Łopusznja (bułg.: Лопушня),
- Murgasz (bułg.: Мургаш),
- Rawna (bułg.: Равна),
- Razboiszte (bułg.: Разбоище),
- Ropot (bułg.: Ропот),
- Smołcza (bułg.: Смолча),
- Staninci (bułg.: Станинци),
- Szuma (bułg.: Шума),
- Tuden (bułg.: Туден),
- Wrydłowci (bułg.: Връдловци),
- Wyrbnica (bułg.: Върбница).